# Callixte Mbarushimana
Callixte Mbarushimana és un hutu de Ruanda i ex empleat de les Nacions Unides (1992 i 2001) que es considera que havia participat en el genocidi ruandès de 1994. El 28 de setembre de 2010, Mbarushimana va ser acusat per la Cort Penal Internacional (CPI) a La Haia per crims contra la humanitat i crims de guerra presumptament comesos a la República Democràtica del Congo el 2009. Va ser arrestat a França l'octubre de 2010 i extradit a la CPI el 25 de gener de 2011. No obstant això, va ser alliberat el 23 de desembre de 2011, ja que la CPI va trobar que no hi havia proves suficients per perseguir-lo.

## Suposada participació en el genocidi ruandès
Es diu que Mbarushimana havia dirigit i participat en l'assassinat de 32 persones el 1994, inclosos els empleats de l'ONU encarregats de protegir-los. Va ser acomiadat de l'ONU en 2001, però el 2004 va guanyar un demanda que demanava una compensació pel seu acomiadament.
Mbarushimana es va unir a l'ONU el 1992 i va romandre com a membre del personal fins al 2001 a Angola i Kosovo. En el moment del genocidi, Mbarushimana es va quedar a càrrec de proporcionar subministraments i suport al personal nacional de les Nacions Unides que havia quedat enrere després de l'evacuació de personal civil internacional de l'ONU. Es diu que en els anys anteriors al genocidi Callixte Mbarushimana havia participat en manifestacions antitutsi. A més, les proves recollides per l'equip del TPIR que preparaven el projecte d'acusació contra ell indicaven que abans de la guerra va formar una milícia personal. Es deia que Mbarushimana no sols havia lliurat els vehicles i subministraments de les Nacions Unides a milícies ruandeses (com Interahamwe) o a l'exèrcit, però també se l'acusava de participar directament en assassinar i ordenar l'assassinat de persones durant el genocidi. Entre els empleats de l'ONU que Mbarushimana suposadament havia assassinat hi havia Florence Ngirumpatse, el director de personal de l'oficina de desenvolupament de l'ONU a Kigali.
Quan l'investigador de crims de guerra Tony Grieg va investigar el cas Mbarushimana, va entrevistar almenys a 20 persones que van ser testimonis dels assassinats i van confirmar que Mbarushimana n'estava directament involucrat. No obstant això, Mbarushimana mai va ser acusat d'aquests crims, possiblement perquè no va ser considerat un dels principals organitzadors dels assassinats.

## Acusat per la Cort Penal Internacional
L'11 d'octubre de 2010, Mbarushimana va ser detingut a França sota una ordre segellada de la Cort Penal Internacional per crims contra la humanitat i crims de guerra presumptament comesos a les províncies de Kivu (República Democràtica del Congo). L'acusació implica atacs generalitzats presumptament comesos per les tropes de les Forces Democràtiques d'Alliberament de Ruanda (FDLR), contra la població civil al Kivu Nord i Sud en 2009. Els jutges de la cort estimaren que hi havia motius raonables per creure que Mbarushimana, com a secretari executiu de la FDLR, era responsable penalment d'aquests atacs, inclosos assassinats, tortures, violacions, persecucions i actes inhumans. L'ordre al·lega que Mbarushimana era part d'un pla per crear una catàstrofe humanitària per extreure concessions de poder polític per a la FDLR
El 25 de gener de 2011, Mbarushimana va ser extradit a la Cort Penal Internacional per a l'enjudiciament a l'Haia. El fiscal Luis Moreno-Ocampo va emetre un comunicat en què recorda que les FDLR de Mbarushimana va desencadenar les guerres del Congo i que les nenes i les dones havin patit la màxima violència sexual implacable durant gairebé una generació. Va afirmar que, a causa de la CPI, "la violació ja no es pot utilitzar com a arma de guerra".

### Alliberat
El 16 de desembre de 2011, la primera sala preliminar de la CPI, per una majoria de dos a un, va desestimar els càrrecs contra Mbarushimana, al considerar que no hi havia proves suficients per assumir que havia contribuït als crims de guerra a Kivu del Nord i del Sud. El 23 de desembre es va rebutjar el recurs d'apel·lació del fiscal contra una alliberació immediata, i Mbarushimana va ser alliberat el mateix dia. El 30 de maig de 2012, la Sala d'Apel·lació de la CPI també va desestimar el recurs del fiscal contra la decisió de no perseguir-lo.